# Mas de la Bomba
El Mas de la Bomba és un edifici prop de Llabià (Baix Empordà) inclosa a l'Inventari del Patrimoni Arquitectònic de Catalunya. Edifici situat als afores del poble, format per la repetició d'un mateix mòdul sis vegades. Aquest mòdul és de dues plantes i es compon en façana per una porta ortogonal bastant gran i una finestra situada a sobre i seguint un eix de simetria vertical. Està construït la major part de l'edifici amb totxo, encara que en alguna part s'hi pot trobar pedra. Tot això està arrebossat i finalment pintat de color blanc. La corbeta que és a dues aigües està feta amb teules.
Degut a la inundació periòdica de l'estany d'Ullastret localitzat a les terres baixes dels pobles de Llabià i Ullastret, l'any 1850 es va acordar fer una sèrie d'obres per desaiguar l'estany, i la constitució d'un sindicat entre els amos dels terrenys afectats. Així es va construir una mena de presa feta amb terra (mota) i un edifici per la ubicació de tota una sèrie de bombes destinada a treure l'aigua de l'estany quan aquest s'omplia. En l'edifici també s'hi va preveure un parell de mòduls destinats a zona residencial pels vigilants de la bomba.